# 卡利尼夫卡 (比洛吉里亞區)
49°54′21″N 26°30′43″E / 49.90583°N 26.51194°E
卡利尼夫卡（烏克蘭語：Калинівка），是烏克蘭西部的村莊，隸屬赫梅利尼茨基州的舍佩蒂夫卡區。該村始建於1929年，面積0.03平方公里，海拔高度281米，2001年人口116，人口密度每平方公里3,625人。